# Jacek Kowalczyk
Jacek Kowalczyk (Katowice, 12 augustus 1981) is een voetballer, afkomstig uit Polen. Na eerder bij onder andere Wisła Kraków gespeeld te hebben, komt Kowalczyk sinds 2010 uit voor de Poolse middenmoter GKS Katowice. Daarnaast is de verdediger meerdere malen opgeroepen voor het nationale elftal van Polen.

## GKS Katowice
Jacek Kowalczyk begon zijn professionele voetbalcarrière bij de uit zijn geboortestad afkomstige voetbalclub GKS Katowice. Tijdens de eerste wedstrijd die Kowalczyk in het betaald voetbal speelde, begon hij meteen in de basis. Dit was in 2000 in de eerste ronde van de Puchar Polski tegen LKS Jankowy. Ondanks dat de verdediger de hele wedstrijd speelde, kon hij niet de club behoeden voor een 1-0 nederlaag. Zijn eerste competitiewedstrijd speelde Kowalczyk op 10 maart 2001. Deze wedstrijd, gespeeld tegen Pogoń Szczecin, werd gewonnen met 2-1 en in de 78ste minuut kwam de man in kwestie als vervanger voor Artur Andruszczak op het veld. Zijn eerste doelpunt maakte Kowalczyk in 2002 tegen Wisła Płock. Tot en met 2003 bleef de Pool bij GKS Katowice spelen. Intussen had hij al zijn eerste wedstrijd voor het Pools nationaal elftal gespeeld, dankzij zijn goede spel bij Katowice. Zijn laatste wedstrijd voor de club uit Silezië speelde Jacek Kowalczyk tegen Polonia Warschau. In totaal speelde hij 77 competitiewedstrijden voor GKS Katowice. Daarin wist hij twee keer te scoren.

## Wisła Kraków
Halverwege het seizoen 2003/2004 verdiende Jacek Kowalczyk een transfer van Katowice naar de Poolse topclub Wisła Kraków. In het eerste half jaar speelde de verdediger slechts twee wedstrijden. De seizoenen erop werd er echter niet veel meer speeltijd vrijgemaakt voor Kowalczyk. Vaak werd de voorkeur gegeven aan spelers als Tomasz Kłos en Arkadiusz Głowacki. Daardoor kwam Kowalczyk in twee seizoenen niet verder dan negen wedstrijden. Daarom verliet hij in de winter van het seizoen 2005/2006 Wisła Kraków om bij een Poolse subtopper te gaan spelen.

## Polonia Warschau en Odra Wodzisław
In januari 2006 maakte Jacek Kowalczyk de overstap van Wisła Kraków naar Polonia Warschau. In de resterende tweede competitiehelft van het seizoen 2005/2006 kwam de verdediger echter ook hier, net als bij Wisła, niet veel aan spelen toe. Hij speelde maar zeven wedstrijden voor de tweede club van Warschau, maar wist hier overigens wel een doelpunt in te maken. Dit was nota bene in zijn eerste wedstrijd voor de hoofdstedelingen tegen Korona Kielce. Voor aanvang van het seizoen 2006/2007 maakte Kowalczyk de overstap naar de Poolse middenmoter Odra Wodzisław. Daar speelt hij momenteel nog steeds. Bij Odra Wodzisław kreeg Jacek Kowalczyk voor het eerst sinds zijn tijd bij GKS Katowice weer een basisplaats toebedeeld. Die heeft hij sindsdien ook behouden. Hij is echter nog niet door bondscoach Leo Beenhakker opnieuw opgeroepen voor het nationale elftal van Polen.

## Interlandcarrière
Vanwege zijn goede spel bij GKS Katowice in 2003 werd Jacek Kowalczyk destijds opgeroepen voor het nationale elftal van Polen. In februari van dat jaar maakte hij zijn debuut voor zijn vaderland in een vriendschappelijke wedstrijd tegen Macedonië. Kowalczyk kwam er in de 46ste minuut in voor Jarosław Bieniuk. De wedstrijd werd dankzij doelpunten van Andrzej Niedzielan, Grzegorz Rasiak en Rafal Lasocki al voor de rust beslist. Sindsdien mocht Kowalczyk nog twee wedstrijden voor Polen spelen. Deze waren tegen Litouwen en de Faeröer.

## Erelijst
- Ekstraklasa: 2004, 2005 (Wisła Kraków)
- Vice-kampioen Ekstraklasa Cup: 2009 (Odra Wodzisław)